# Đông Phi thuộc Ý
Đông Phi thuộc Ý (tiếng Ý: Africa Orientale Italiana) là một thuộc địa của Ý ở vùng Sừng châu Phi. Nó được thành lập vào năm 1936 thông qua việc sáp nhập Somaliland thuộc Ý, Eritrea thuộc Ý và Đế quốc Ethiopia mới bị chiếm đóng đã trở thành Ethiopia thuộc Ý.
Đông Phi thuộc Ý được chia thành 6 tỉnh: Eritrea và Somalia, Ý sở hữu từ năm 1869 và 1889 tương ứng, trở thành Chính phủ Eritrea và Somalia, trong khi Ethiopia được tạo ra từ Harrar, Galla-Sidamo, Amhara và tỉnh Scioa. Chính sách thực dân phát xít có đặc điểm chia rẽ và chinh phục và ủng hộ người Somalia và Tigrayan nhóm sắc tộc cầm quyền trong Đế quốc Ethiopia.
Trong Chiến tranh thế giới thứ hai, Đông Phi thuộc Ý đã bị chiếm giữ bởi một lực lượng do Anh lãnh đạo bao gồm các đơn vị thuộc địa và Ethiopia. Sau chiến tranh, Somaliland và Eritrea của Ý thuộc quyền quản lý của Anh, trong khi Ethiopia giành lại độc lập. Năm 1949, Somaliland của Ý được tái lập thành Lãnh thổ giao thác Somaliland, được quản lý bởi Ý từ năm 1950 cho đến khi giành được độc lập vào năm 1960.

## Lịch sử

### Thành lập
Ý chinh phục Ethiopia một phần được thúc đẩy bởi mong muốn xóa bỏ sự sỉ nhục mà người Ý phải chịu trong trận Adoua, vào năm 1896. Tuy nhiên, vào năm 1935, thời gian không còn dành cho các cuộc chinh phạt thuộc địa.
Chiến tranh giữa Ý và Ethiopia kéo dài từ sự kiện Welwel vào cuối năm 1934 đến việc bắt giữ Addis Ababa vào tháng 5 năm 1936 và việc thành lập ra Đông Phi thuộc Ý. Negus Haile Selassie kêu gọi cộng đồng quốc tế có rất ít phản hồi, mặc dù đất nước của ông là thành viên của Liên minh các quốc gia (SDN). Các cường quốc châu Âu đã hỗ trợ hiệu quả cho cuộc chinh phạt của Ý, bằng cách thiết lập một lệnh cấm vận đối với việc bán vũ khí.
Trong tháng 8 năm 1940, Ý chinh phạt Somaliland thuộc Anh và mở rộng thêm thuộc địa của Ý.

### Giải thể
Năm 1940, Đông Phi thuộc Ý thực tế bị cô lập khỏi Ý. Các kết nối trên biển đã bị cắt đứt và nguồn cung cấp, chỉ có thể đến bằng đường hàng không, với số lượng nhỏ.
Khi bắt đầu Chiến dịch Đông Phi, người Ý có khoảng 90.000 đàn ông, mà họ cần thêm khoảng 200.000 người Askari (quân bản địa). Tuy nhiên, việc đào tạo sau này còn yếu và các đơn vị đồn trú của Ý ở quá xa nhau, đặc biệt là do chất lượng kém của các con đường trên lãnh thổ, cho phép người Anh và người Ethiopia tấn công họ một cách riêng biệt.

Chiến dịch Eritrea (1941)

Ngày 27 tháng 3 năm 1941, thị trấn Keren bị quân đội Anh chiếm sau một trận chiến khó khăn. Sau khi Massaoua đầu hàng vào ngày 8 tháng 4, Ý đã mất đi Eritrea. Cuộc chiến trên mặt trận này đã mất vào tháng 5 năm 1941 khi Hoàng tử Amedeo, Công tước xứ Aosta đến Amba Alagi. Chiến đấu tiếp tục, tuy nhiên, cho đến ngày 28 tháng 11 cùng năm, khi tướng Guglielmo Nasi và những người bảo vệ Gondar đầu hàng.
Từ quan điểm chính thức của Ý, Đông Phi thuộc Ý chấm dứt tồn tại với việc phê chuẩn Hiệp ước Paris năm 1947, nơi Ý từ bỏ đế chế thực dân. Tuy nhiên, tất cả các thuộc địa của Ý đã bị người Anh chiếm đóng từ năm 1941. Với Hiệp ước Anh-Ethiopia. Ngày 31 tháng 1 năm 1942, chính phủ Haile Selassie của Ethiopia bao gồm việc quản lý lãnh thổ của mình, bên ngoài một số khu vực biên giới. Năm 1949, theo quyết định của Liên Hợp Quốc, Anh giao Somalia cho người Ý với nhiệm kỳ mười năm. Eritrea đã bị Liên Hợp Quốc sáp nhập vào Ethiopia vào năm 1952.